# Dan Barry
Pour les articles homonymes, voir Barry.
 (décembre 2018).
Si vous disposez d'ouvrages ou d'articles de référence ou si vous connaissez des sites web de qualité traitant du thème abordé ici, merci de compléter l'article en donnant les références utiles à sa vérifiabilité et en les liant à la section « Notes et références ».
Daniel « Dan » Barry, né le 11 juillet 1923 et mort le 25 janvier 1997, est un auteur et dessinateur de bandes dessinées américain spécialisé dans la science-fiction.

## Biographie
Il commence sa carrière en tant que créateur de comic-books dans les années 1940 en même temps que Leonard Starr, que Stan Drake et que son frère Sy Barry. Il travaille pour Lev Gleason Publications. Le style dans lequel il s'illustre est le New York Slick, qui domine la production américaine jusqu'à ce qu'il est convenu d'appeler la « révolution Marvel ».
Ce style se caractérise par une attention toute particulière portée aux lignes et à la délimitation aussi claire que possible des textures.
À partir de 1947-1948], il dessine les épisodes quotidiens de Tarzan. En 1951, il est ensuite chargé de redonner vie aux livraisons quotidiennes de Flash Gordon. À plusieurs reprises, les écrivains de science-fiction Harry Harrison et Julian May contribuent l'un et l'autre aux scripts de la série. Il est en outre assisté sur certains récits par des artistes au nombre desquels figurent Bob Fujitani, Fred Kida (en) ou encore Frank Frazetta.
Lorsque le dessinateur Mac Raboy meurt en 1967, Dan Barry se voit également confier la responsabilité des histoires de Flash Gordon publiées dans la presse en guise de suppléments du dimanche.
Il crée également l'affiche officielle de l'adaptation cinématographique des aventures de Flash Gordon en 1980.
Après avoir emménagé à Cleveland en Georgie, il reçoit l'aide de Gail Becket. En 1990, il abandonne toutefois Flash Gordon quand son éditeur, King Features Syndicate, lui demande d'accepter une réduction de salaire.
Ses derniers travaux sont publiés par les éditions Dark Horse, pour le compte desquelles il écrit et dessine avant sa disparition plusieurs récits mettant en scène Indiana Jones aussi bien que les créatures de Predator.

## Prix
- 1990 :  Prix Haxturde l'« auteur que nous aimons », pour l'ensemble de sa carrière